# Земельна поліція Німеччини
Земельна поліція Німеччини (нім. Landespolizei, нім. вимова: [ˌlandəspoliˈt͡saɪ] ( прослухати)) —  це загальна назва всіх поліцейських органів однієї федеральної землі Німеччини, що підпорядковуються своєму земельному уряду. Їхні повноваження, функції і обов'язки розповсюджуються на територію однієї з 16 федеральних земель, що і відрізніє їх від правоохоронних органів Федеральної поліції.

## Історія
Сучасна Земельна поліція веде свою історію з кінця 19 століття, коли в 1871 році за часів Отто фон Бісмарка Німеччина об'єдналася в єдину країну.  Оскільки зростаюча кількість нових законів та правил ускладнювала контроль за міським життям, різні міста також підтримували власні поліцейські сили.
У нацистській Німеччині всі державні та міські сили були поглинені Поліцією порядку (нім. Ordnungspolizei, Німецька: [ˈɔʁdnʊŋspoliˌtsaɪ]), яка існувала з 1936 по 1945 рік.
Після Другої світової війни повсякденне життя в Німеччині характеризувалося величезною кількістю біженців і переміщених осіб, голодом та бідністю. Збройні напади банд, грабежі, мародерство і чорний ринок стали звичайним явищем, а військова поліція не могла впоратися з цією тривожною ситуацією з безпекою. Таким чином, кожен із західних союзників швидко дозволив формування цивільних поліцейських сил у Західній Німеччині. Це включало і невелику кількість  сильно озброєних та організованих за військовим зразком поліцейських підрозділів. Структура та традиції цих сил  відбивали підхід до правоохоронних органів тієї країни-союзника, яка їх створювала. У всіх трьох західних зонах окупації Німеччини робився акцент на децентралізацію, демілітаризацію та демократизацію поліції. Деякі обмеження були послаблені зі зростанням напруженості холодної війни. Крім того, невдала спроба звільнення заручників під час міжнародної терористичної акції на Мюнхенській олімпіаді 1972 року, а також зростання організованої злочинності та тероризму (фракція Червоної Армії, Революційні осередки)  довели, що певні поліцейські функції потребують централізованого, а не місцевого керівництва. Таким чином, поліцейські сили західних земель Німеччини зазнали значних реформ у 1970-х роках.
Найбільш помітною зміною стало те, що муніципальні поліцейські сили стали частиною Земельної поліції. Наприклад, міська поліція Мюнхена у 1975 році стала Polizeipräsidium München у складі Баварської земельної поліції. Таким чином, Земельна поліція стала поліцейською службою федеральних земель на Заході.
На відміну від Західної Німеччини, Східна Німеччина створила єдину національну службу — Народна поліція (нім. Volkspolizei).  Однак після возз'єднання Німеччини у 1990 році її було реорганізовано за зразком поліції Західної Німеччини.

## Організація діяльності
Всі земельні поліцейські сили Федеративної Республіки Німеччина підпорядковуються міністру внутрішніх справ відповідної федеральної землі (Land). Внутрішня структура цих поліцейських сил може дещо відрізнятися (тому узагальнення можуть мати місцеві варіації), але в більшості випадків безпосередньо міністерствам внутрішніх справ підпорядковані регіональні поліцейські управління (Präsidium). Ці управління керують операціями на великій території або у великому місті та виконують адміністративні й контрольні функції.  Президії (Präsidium) часто мають прямий контроль над спеціалізованими підрозділами поліції, такими як дорожній патруль, кінна поліція та кінологічні відділи.
Нижче регіональних управлінь знаходяться декілька районних поліцейських управлінь (Direktionen), які обслуговують громади від 200 000 до 600 000 громадян. Кожному такому управлінню (Direktion) підпорядковано декілька місцевих відділень (Inspektion) або дільниць (Revier), які працюють цілодобово, здійснюють щоденне патрулювання та є пунктами контакту для місцевих жителів. Ще нижчим рівнем є поліцейські пости (Polizeiposten) — це невеликі поліцейські офіси, в яких зазвичай працюють один або два офіцери, переважно лише в робочий час.

### Структура
- Дорожній патруль: Дорожній патруль земельної поліції.
- Баварська прикордонна поліція (GrePo): прикордонна поліція виключно землі Баварія.
- Управління поліції швидкого реагування (Direktion Bereitschaftspolizei): регіональні відділення поліції швидкого реагування для припинення масових безладів, забезпечення публічної безпеки та охорони публічного порядку під час зборів, мітингів, демонстрацій та інших масових заходів.
- BFE (Evidence Preservation and Arrest Unit): спеціальний підрозділ земельної поліції, що відповідає за збір і збереження доказів на місці подій та арешт підозрюваних у скоєнні праворорушення.
- Департамент кримінального розслідування (KriPo): Детективне відділення земельної поліції.
- Поліція захисту (SchuPo): відділення земельної поліції у формі.

- Wachpolizei (WaPol): відділення земельної поліції для безпеки державних урядових будівель або дипломатичних установ, лише в землях Берлін і Гессен.
- Водна поліція (WSP): річковий відділ земельної поліції.
- Державне кримінальне управління (LKA): Державне бюро розслідувань, у деяких землях підпорядковане поліції землі.
- Юстиція: Служба виконання покарань.

### Спеціальні підрозділи поліції
- SEK (Загін спеціального призначення) - поліцейський тактичний підрозділ Земельної поліції.
- MEK (Mobile Einsatzkommando) - мобільні оперативні групи для розшуку і затримання злочинців.
- BePo (Bereitschaftspolizei) - поліція швидкого реагування для припинення масових безладів, забезпечення публічної безпеки та охорони публічного порядку під час зборів, мітингів, демонстрацій та інших масових заходів.

### Допоміжні сили державної поліції
- Добровільна поліцейська служба: допоміжні поліцейські сили в землях Баден-Вюртемберг і Гессен
- Партнер безпеки: допоміжні поліцейські сили землі Бранденбург
- Security Watch: допоміжні поліцейські сили в землях Баварія та Саксонія

### Територіальні органи
Земельна поліція носить на рукаві уніформи нашивку своєї федеральної землі (Land), а іноді на правому нагрудному кармані розміщуються металеві жетони міста, що вказують на те, до якого поліцейського управління вони належать. Поліцейських офіцерів можуть перевести в будь-яке місце  в межах їхньої федеральної землі.
Отримавши необхідні навички, офіцери земельної поліції теоретично можуть бути переведені в будь-яку точку країни. На практиці такі переведення відбуваються за бажанням самих офіцерів. Зазвичай вони домовляються про обмін робочими місцями з колегою з іншої федеральної землі (Stellentausch - ротація робочих місць). Таким чином, обмін можливий по всій країні і не залежить від конкретної федеральної землі.
| Федеральна земля            | Назва органу                               | Наглядовий орган | Структура | Кількість співробітників |
| --------------------------- | ------------------------------------------ | --- | --- | ------------------------ |
| Баден-Вюртемберг            | Поліція землі Баден-Вюртемберг             | Міністерство внутрішніх справ, цифровізації та місцевих органів влади землі Баден-Вюртемберг, Департамент 3 – Головне управління земельної поліції                                    | 12 обласне управління поліції Управління кримінальної поліції землі Баден-Вюртемберг Розгортання штабу поліції Коледж поліції Технічне, матеріально-технічне забезпечення, відділення поліції | 34 000                   |
| Баварія                     | Поліція Баварії                            | Міністерство внутрішніх справ Баварії, у справах спорту та інтеграції, Департамент IC – громадська безпека та порядок                                                                 | 10 штаб поліції Штаб баварської поліції Управління поліції Баварії Земельне управління кримінальної поліції Баварії | 41 400                   |
| Берлін                      | Поліція Берліна                            | Департамент внутрішніх справ і спорту Сенату, департамент III – громадської безпеки і порядку                                                                                         | ДПС та 6 (місцевих) дирекцій Земельне управління кримінальної поліції Берліна Операційне управління Центральний сервісний підрозділ | 26 100                   |
| Бранденбург                 | Поліція Бранденбурга                       | Міністерство внутрішніх та муніципальних справ, Департамент 4 – Громадська безпека та порядок, Поліція, Регулятивне право, Боротьба з пожежами та стихійними лихами, Служби порятунку | Головне управління поліції Центральна служба поліції 4 відділення поліції Управління спецслужб Управління кримінальної поліції землі Бранденбург Поліцейський університет Бранденбурга | 7 000                    |
| Бремен                      | Поліція Бремену                            | Сенатор внутрішніх справ, департамент 3 | Головне управління поліції Центральне управління оперативного контролю Управління поліції охорони Управління земельної кримінальної поліції Управління поліції швидкого реагування Дирекція дорожнього руху Управління земельної водної поліції Головне управління технічного обслуговування Управління фінансів та кадрів                   | 2 480                    |
| Гамбург                     | Поліція Гамбурга                           | Управління внутрішніх справ та спорту , Управління внутрішнього управління та планування, Департамент 4 – громадської безпеки, пожежної безпеки та цивільного захисту                 | Головне управління поліції Управління комісаріатів поліції та дорожнього руху Управління кримінальної поліції штату Гамбург 3 комісара водної поліції Операційне управління Гамбурзька поліцейська академія | 9 850                    |
| Гессен                      | Гессенська поліція                         | Міністерство внутрішніх справ і спорту землі Гессен, Департамент LPP - Головне управління земельної поліції                                                                           | 7 штаб поліції Розгортання штабу поліції Гессену Технічне управління Управління кримінальної поліції штату Гессен Поліцейська академія Гессена | 18 000                   |
| Мекленбург-Передня Померані | Поліція землі Мекленбург-Передня Померанія | Міністерство внутрішніх справ та Європи землі Мекленбург-Передня Померанія, Департамент 4 – Поліція, спорт, боротьба з пожежами та стихійними лихами                                  | 2 комісаріат поліції 8 поліцейських дільниць 4 перевірки кримінальної міліції Управління кримінальної поліції землі Мекленбург-Передня Померанія Управління земельної водної поліції Управління земельної поліції швидкого реагування Земельне управління центральних завдань і технологій поліції, боротьби з пожежами та стихійними лихами | 5 900                    |
| Нижня Саксонія              | Поліція Нижньої Саксонії                   | Міністерство внутрішніх справ і спорту Нижньої Саксонії, Департамент 2 – Головне управління земельної поліції                                                                         | 6 відділень поліції Центральний відділ поліції Управління кримінальної поліції землі Нижня Саксонія Поліцейська академія Нижньої Саксонії | 23 000                   |
| Північний Рейн-Вестфалія    | Поліція землі Північний Рейн-Вестфалія     | Міністерство внутрішніх справ землі Північний Рейн-Вестфалія, Департамент 4 – Поліція                                                                                                 | 47 районних відділень поліції (включаючи 18 як управління поліції ) Управління земельної кримінальної поліції Земельна служба підготовки кадрів, підвищення кваліфікації кадрів Земельне управління центральної поліції | 57 800                   |
| Рейнланд-Пфальц             | Поліція землі Рейнланд-Пфальц              | Міністерство внутрішніх справ і спорту землі Рейнланд-Пфальц, департамент 4 – поліція                                                                                                 | 5 відділків міліції в області Управління кримінальної поліції Головного управління оперативно-технічного забезпечення та матеріально-технічного забезпечення Поліцейський університет землі Рейнланд-Пфальц | 9 300                    |
| Саар                        | Поліція Саару                              | Міністерство внутрішніх справ, будівництва та спорту землі Саар, Департамент D – Справи поліції та цивільний захист                                                                   | Головне управління земельної поліції 20 поліцейських дільниць | 2 802                    |
| Саксонія                    | Поліція Саксонії                           | Міністерство внутрішніх справ Саксонії, Департамент 3 – Громадська безпека та порядок, Головне управління земельної поліції                                                           | 5 відділень поліції Штаб Поліції швидкого реагування Управління поліції Саксонський поліцейський університет | 15 000                   |
| Саксонія-Ангальт            | Поліція землі Саксонія-Ангальт             | Міністерство внутрішніх справ і спорту землі Саксонія-Анхальт, Департамент 2 – Громадська безпека та порядок                                                                          | 5 поліцейських дільниць Земельне управління кримінальної поліції землі Саксонія-Ангальт Поліцейський коледж землі Саксонія-Ангальт Офіс технічної поліції землі Саксонія-Ангальт Поліція швидкого реагування | 8 000                    |
| Шлезвіг-Гольштейн           | Поліція Шлезвіг-Гольштейна                 | Міністерство внутрішніх справ, муніципальних справ, житлового будівництва та спорту землі Шлезвіг-Гольштейн, Департамент 4 - Департамент поліції                                      | Управління земельної поліції 8 відділень поліції Управління кримінальної поліції землі Шлезвіг-Гольштейн Відділ підготовки та підвищення кваліфікації міліції та поліції швидкого реагування | 8 700                    |
| Тюрингія                    | Поліція Тюрингії                           | Міністерство внутрішніх і муніципальних справ Тюрингії, Департамент 4 – Поліція | Управління земельної поліції 7 земельних відділень поліції Інспекція автодорожньої поліції Поліція швидкого реагування Управління кримінальної поліції Тюрингії Тюрингський університет прикладних наук державного управління Центр підготовки поліції Тюрингії                                                                              | 5 938                    |

## Відбір та підготовка кадрів
Земельна поліція, як і федеральна поліція, проводить базову поліцейську підготовку для свого персоналу. Тривалість і ретельність цього навчання значною мірою сприяє високому рівню професіоналізму поліції в Німеччині. Навчання всім аспектам поліцейської роботи потребує часу, але підтримує «уніфіковану структуру кар’єри», яка спрямована на уникнення передчасної спеціалізації, дозволяє офіцерам мислити широко, полегшує зміну сфери кар’єри та покращує можливості просування по службі.
Німецьке громадянство не є обов’язковим для роботи поліцейським у Німеччині. Управління поліції у великих містах особливо зацікавлені в тому, щоб набирати офіцерів з етнічних меншин, щоб зменшити мовні та культурні бар’єри. Однак представники меншин все ще становлять менше одного відсотка чисельності офіцерів.
Після Другої світової війни у складі земельної поліції були жінки-члени. Спочатку жінки-офіцери призначалися лише для розгляду справ, пов’язаних з неповнолітніми та жінками, але в середині 1970-х років їм дозволили стати патрульними. Очікується, що частка жінок на патрульній службі зросте, оскільки наразі 40-50 відсотків учнів поліцейських шкіл становлять жінки.
Більшість поліцейських новобранців беруть на службу одразу після закінчення школи, і вони проводять близько двох з половиною років у поліцейській школі, комбінуючи навчання в класі та без відриву від роботи в департаментах поліції та Bereitschaftspolizei . Ці люди мають кваліфікацію звичайних офіцерів міліції та носять світло-блакитні зірки на погонах, що позначає ранг у першому ешелоні поліцейської служби.
Після виконання службових обов’язків патрульним офіцером хтось із видатними досягненнями чи багатим досвідом може продовжити два чи три роки навчання у вищій поліцейській школі чи коледжі державного управління, щоб претендувати на вищий ешелон, який починається з Polizeikommissar (одна срібна зірка) та піднімається до Erster Polizeihauptkommissar (п'ять срібних зірок). Кандидати прямого вступу з дипломом середньої школи Abitur також можуть пройти ці курси. Деякі землі, такі як Гессен, зараз навчають усіх своїх поліцейських для вищого ешелону, щоб покращити зарплату та шанси просування по службі.
Дуже небагато кандидатів, які відповідають вимогам керівних посад у поліції, навчаються один рік у державній поліцейській академії, а потім ще один рік у Німецькому поліцейському університеті (Deutsche Hochschule der Polizei – DHPol) у Мюнстер-Гільтрупі, де випускники отримують ступінь магістра поліції адміністрування. Кандидати прямого вступу з вищою освітою навчаються в DHPol лише шість місяців. Виконавчий ешелон починається з Polizeirat (одна золота зірка) і завершується начальником поліції землі (золотий вінок з однією-трьома зірками) або начальником федеральної поліції (золотий вінок з чотирма зірками). DHPol, яким спільно керують штати та Федеральне міністерство внутрішніх справ, також надає спеціалізовані професійні.

## Озброєння
Усі офіцери земельної поліції під час виконання службових обов'язків носять пістолети. Поліціянти кожної федеральної землі відрізняються один від одного за штатним озброєнням.
Загалом це короткоствольна вогнепальна зброя:
- Sig Sauer P226 — використовується підрозділами SEK;
- Walther P99Q — використовується поліцією землі Північний Рейн-Вестфалія, Бремен, Гамбург, Шлезвіг-Гольштейн і поліцією землі Рейнланд-Пфальц;
- Heckler & Koch USP — варіант P10 був прийнятий земельною поліцією Тюрінгії та земельною поліцією Саксонії;
- Heckler & Koch P30 — використовується поліцією землі Гессен;
- Glock 46 — прийнятий на озброєння поліцією землі Саксонія-Ангальт у 2019 році на заміну P6;
- HK P2000 використовується поліцією Баден-Вюртемберга, водною поліцією Гамбурга та земельною поліцією Нижньої Саксонії;
- Heckler & Koch VP9 — закуплено поліцією землі Саксонія, поліцією землі Мекленбург-Передня Померанія, поліцією землі Нижня Саксонія, поліцією землі Бранденбург, поліцією землі Баварія, поліцією Берліна та землі Саар.

## Уніформа

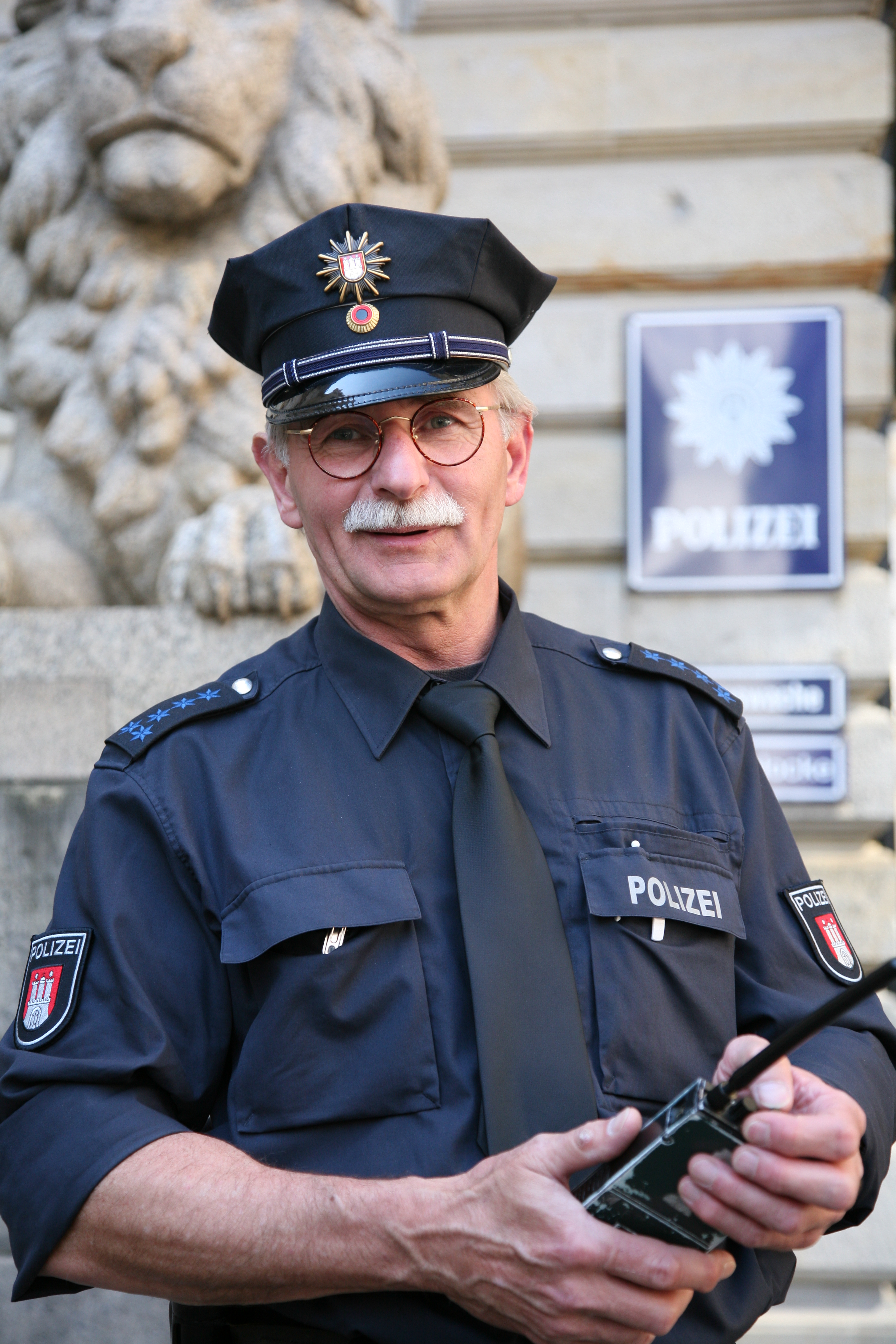
Уніформа поліції Гамбурга

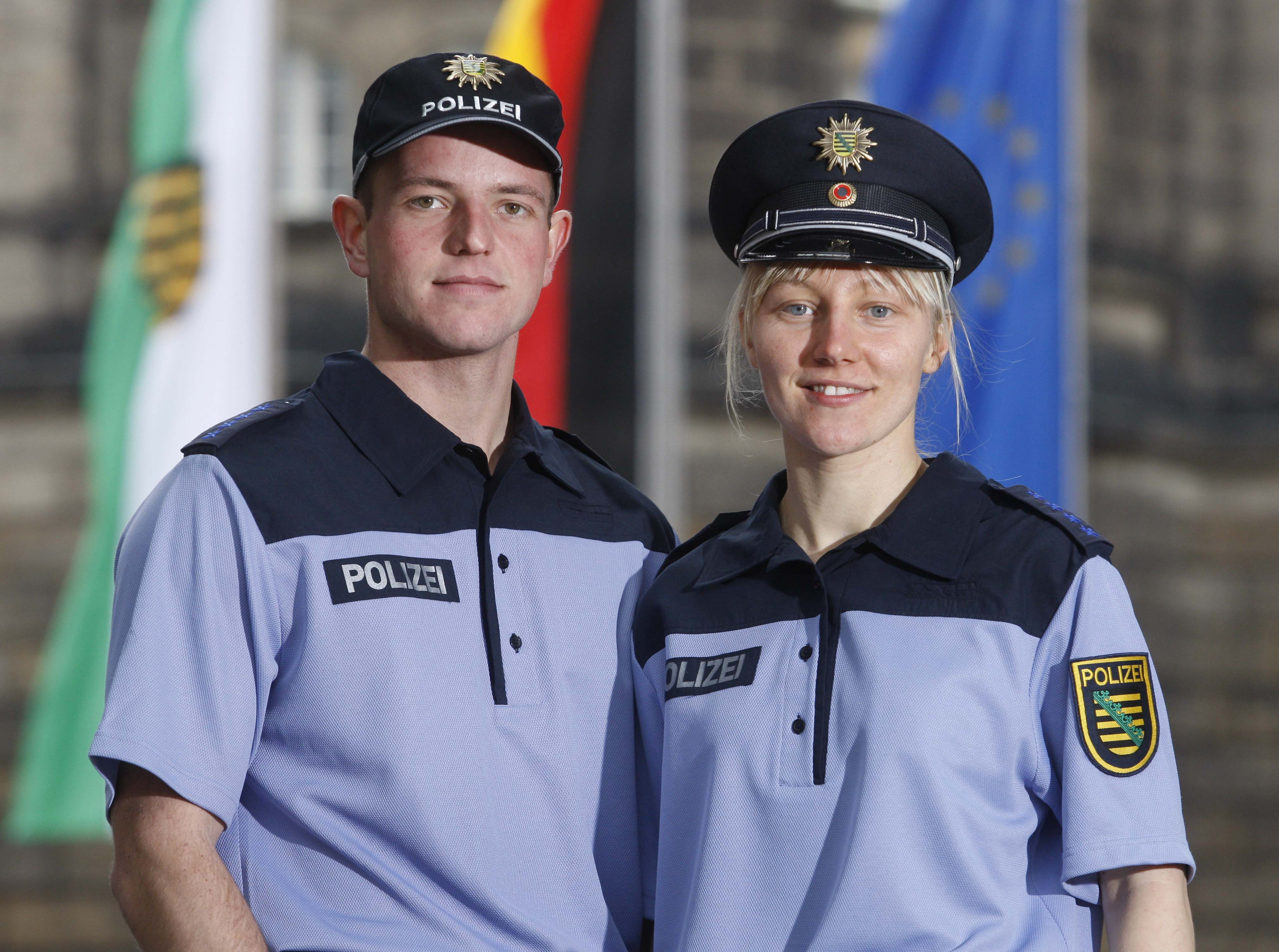
Уніформа поліції Саксонії

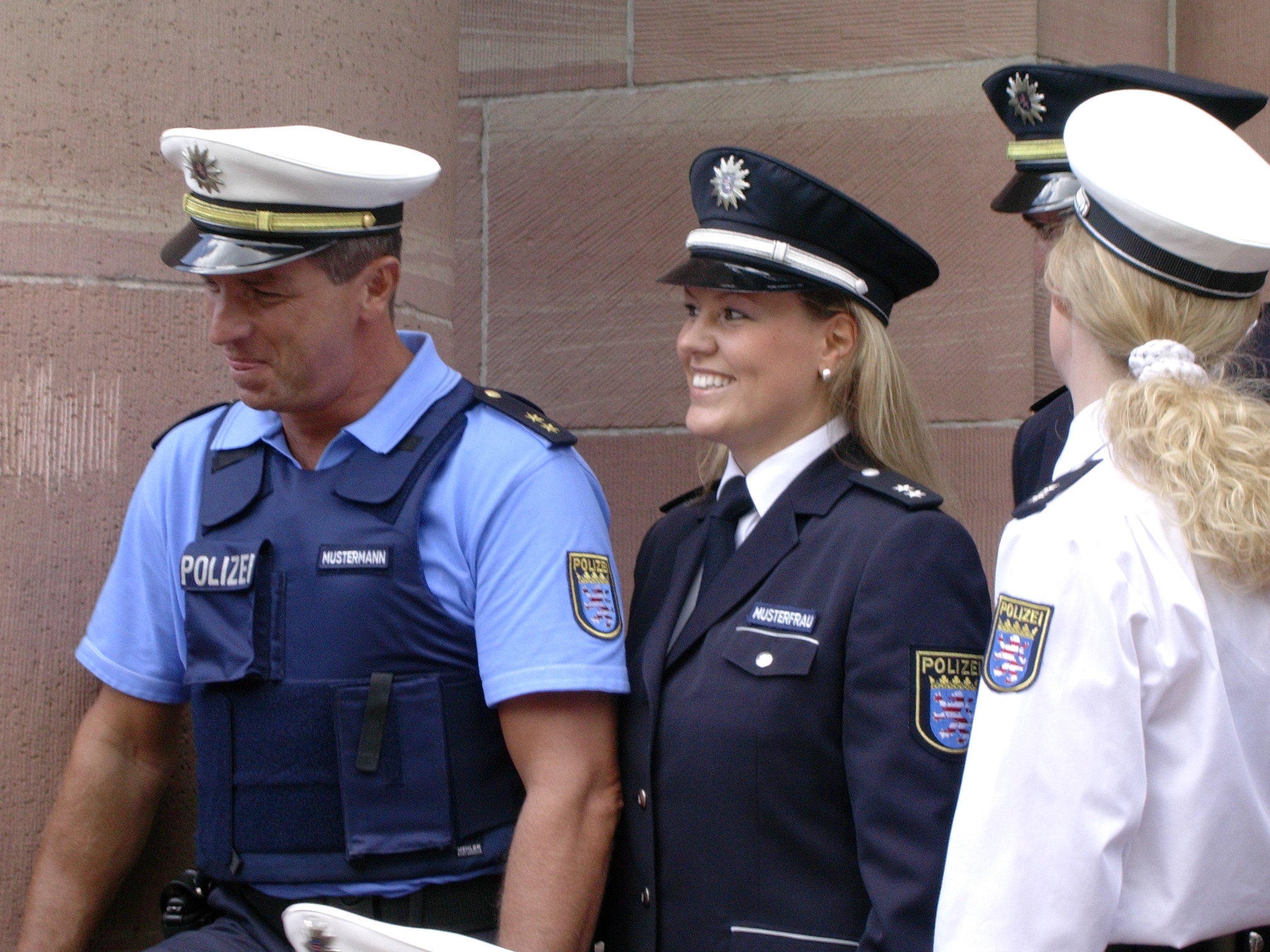
Уніформа поліції Гессен

Уся Земельна поліція Німеччини і Федеральна поліція після 2005 року перейшли на синю форму, щоб відповідати загальному синьому вигляду більшості поліцейських сил Європи. Відповідно до уніформи поліцейські автомобілі та різне спорядження також змінили свій основний колір на синій. Хоча існує 16 земель, наразі використовується лише шість типів поліцейської уніформи, оскільки багато федеральних земель співпрацюють у розробці та закупівлі поліцейської уніформи. Значки, нашивки та звання залишаються такими ж, як і раніше, лише синього кольору. Дизайн транспортних засобів також змінився на сріблясто-синій або біло-синій.

## Галерея

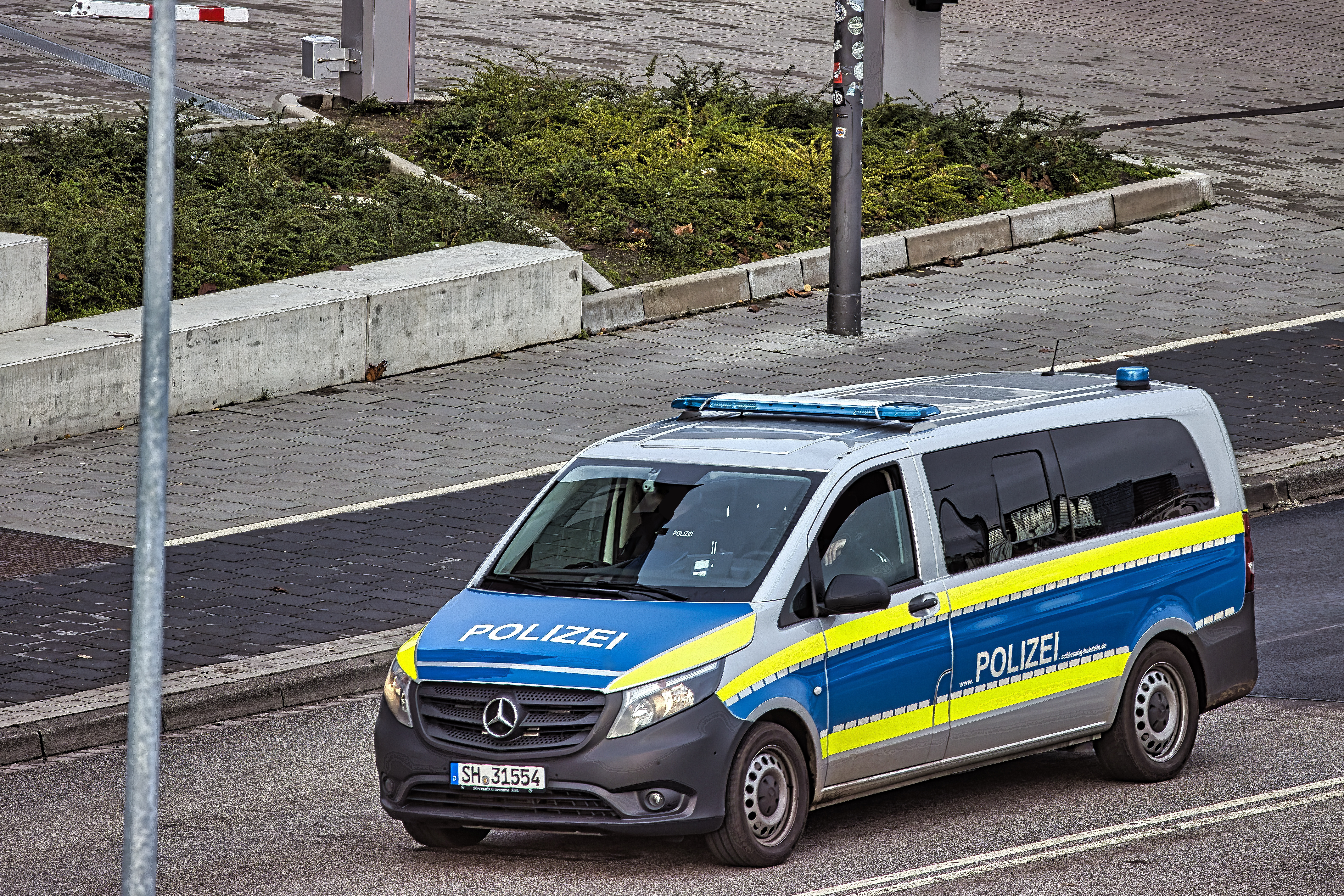
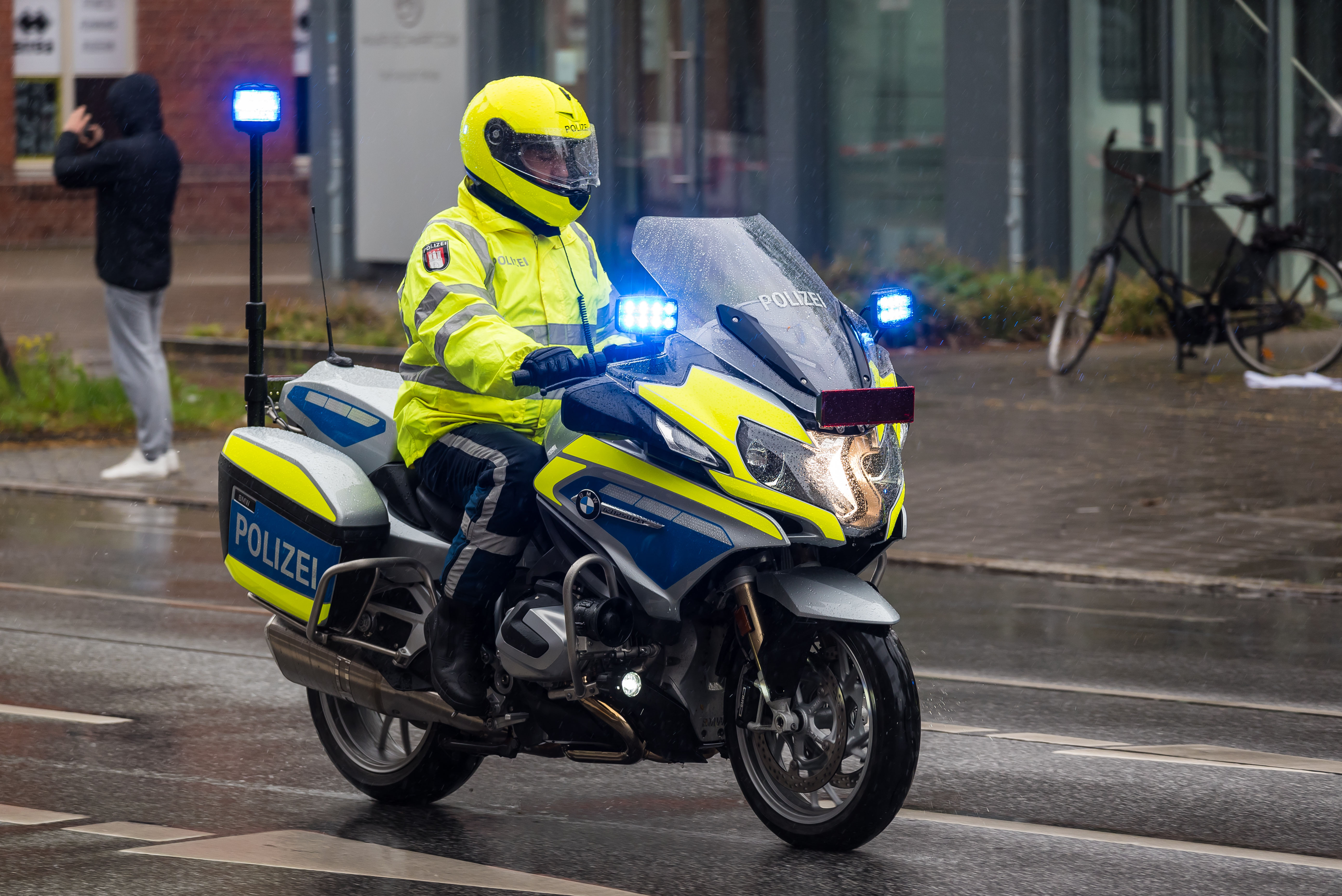
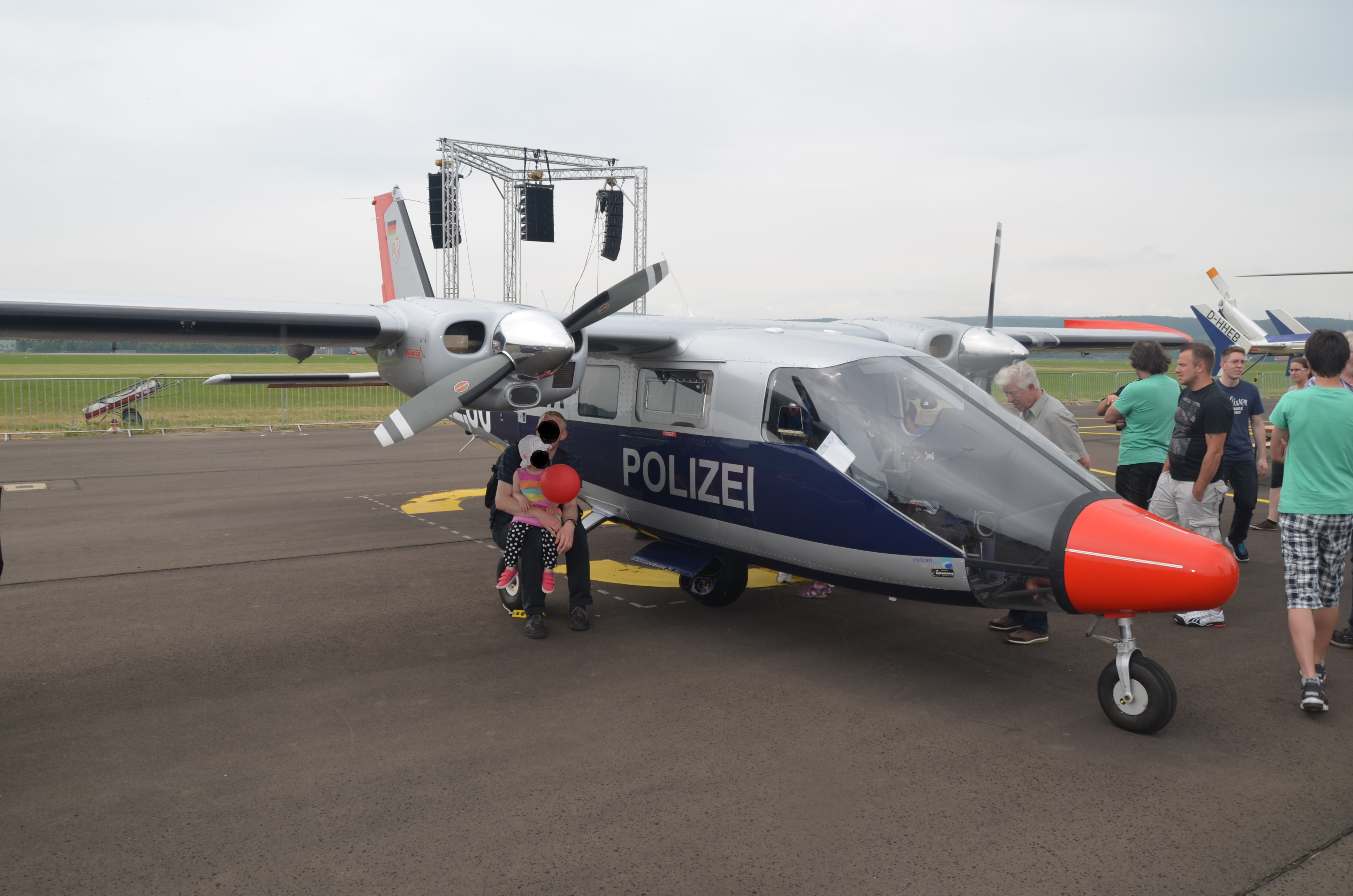
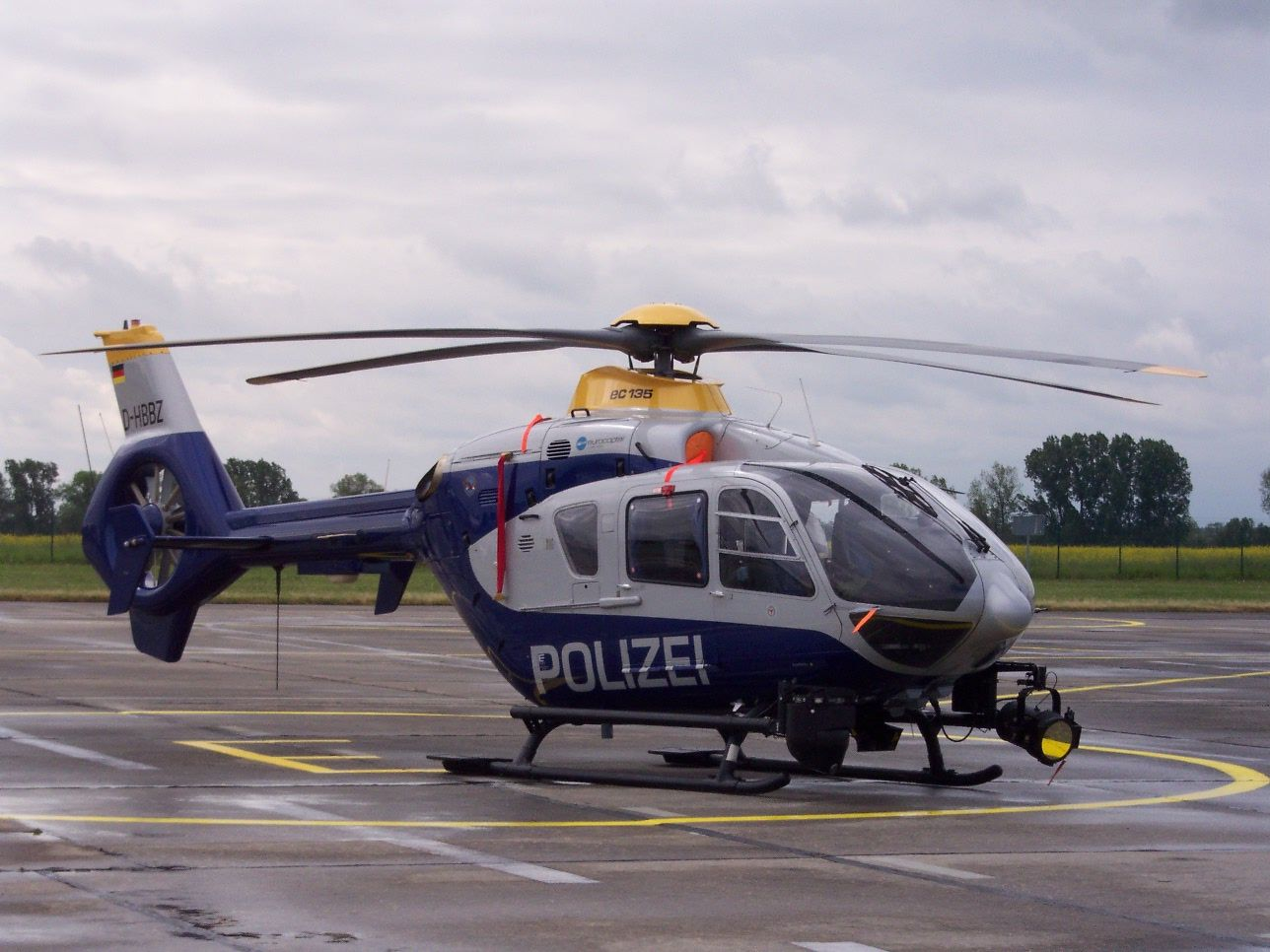
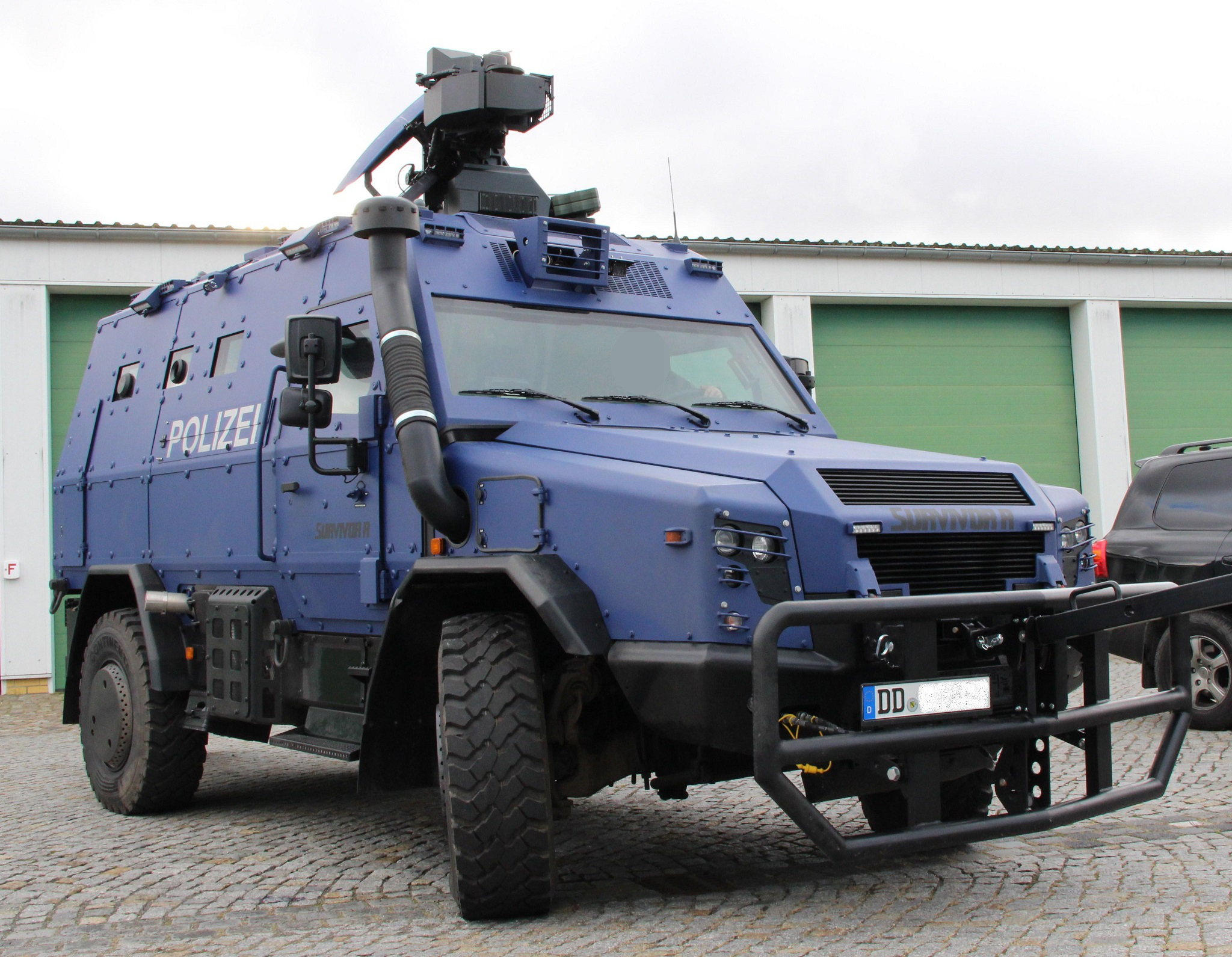
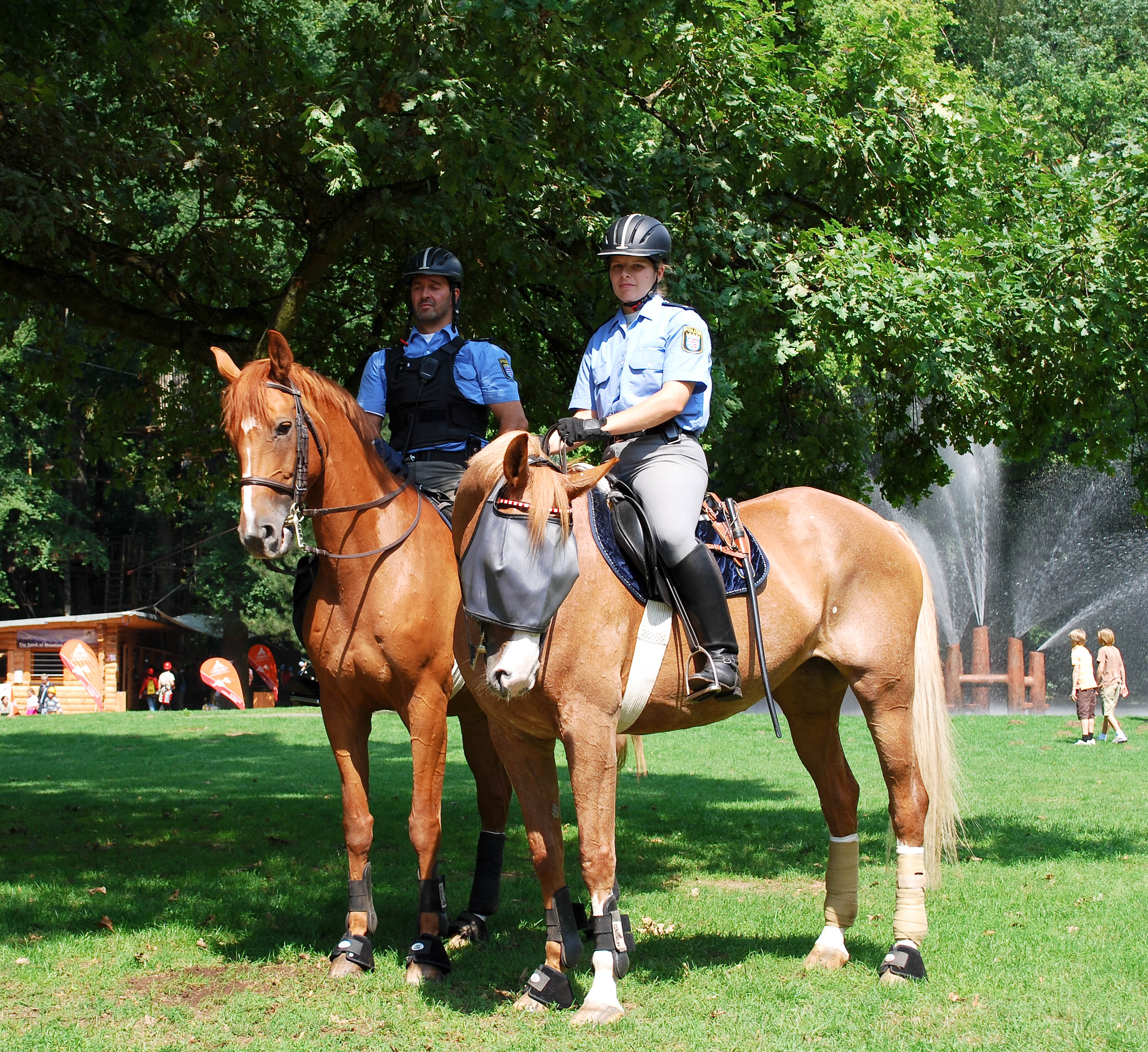
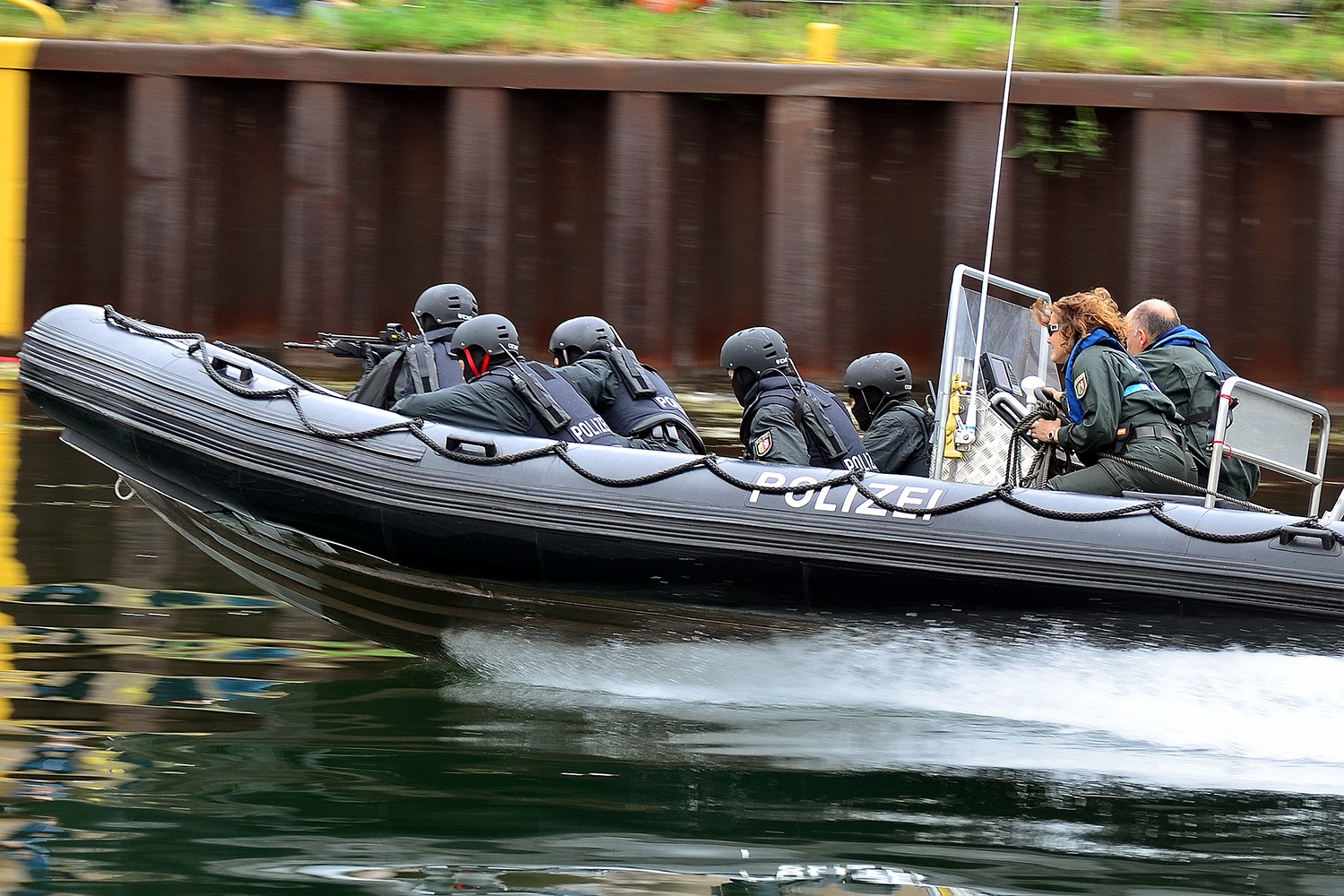
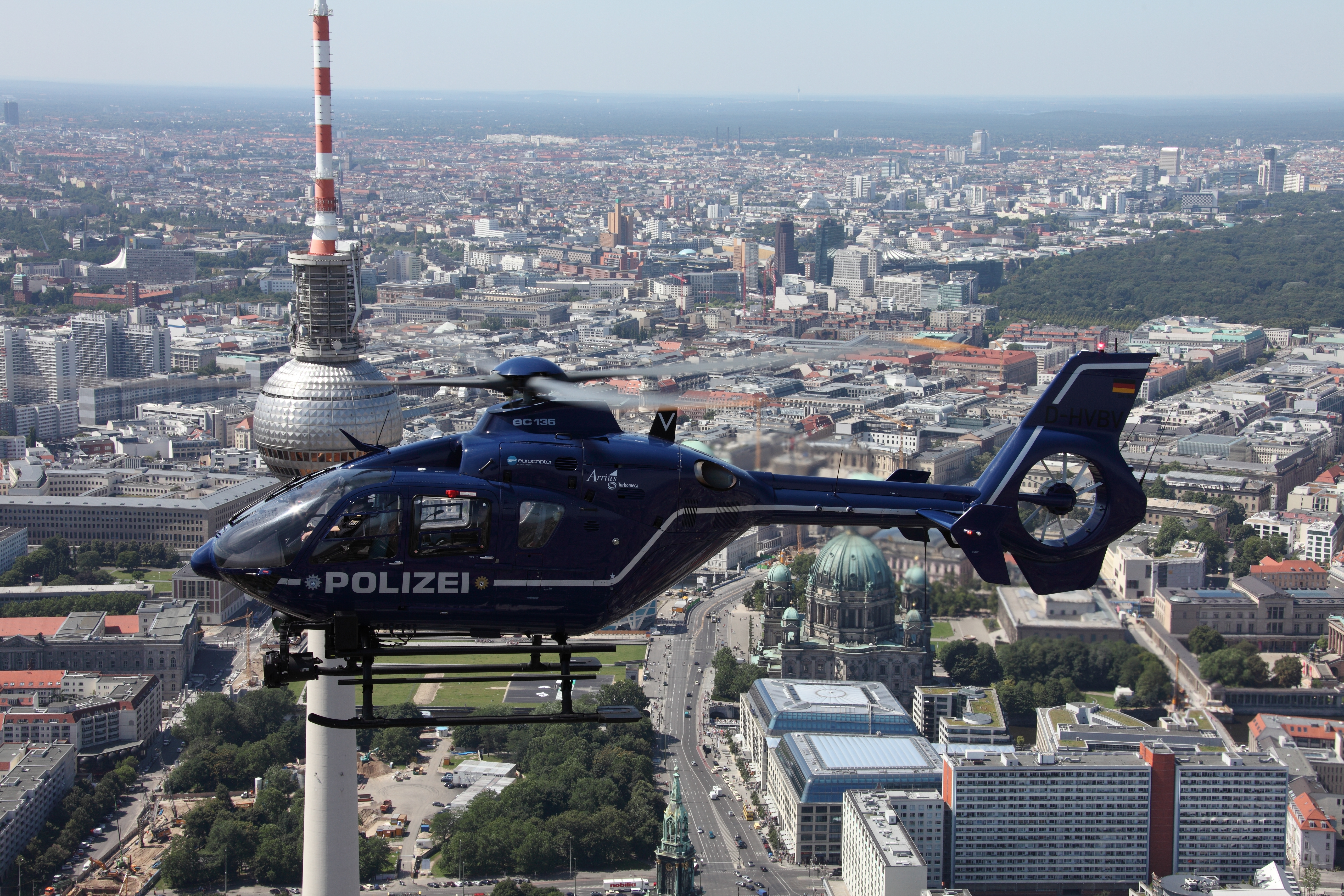